# 托波利內 (別里斯拉夫區)
47°31′56″N 33°33′29″E / 47.53222°N 33.55806°E
托波利內（烏克蘭語：Тополине）是位於烏克蘭南部的村莊，由赫爾松州別里斯拉夫區的維索科皮利亞市鎮負責管轄。該村面積14.8平方公里，海拔高度87米，2001年人口188，人口密度每平方公里12.7人。